# Terra incognita (film)
Pour les articles homonymes, voir Terra incognita et Terra incognita (homonymie).
Pour plus de détails, voir Fiche technique et Distribution.
Terra incognita est un film libanais réalisé par Ghassan Salhab, sorti en 2002.

## Fiche technique
- Titre français : Terra incognita
- Réalisation et scénario : Ghassan Salhab
- Photographie : Jacques Bouquin
- Montage : Gladys Joujou
- Musique : Toufic Farroukh
- Pays d'origine : Liban
- Format : Couleurs - 35 mm - 1,85:1 - DTS
- Genre : comédie dramatique
- Durée : 119 minutes
- Dates de sortie :
  - France : 18 mai 2002 (Festival de Cannes 2002) , 12 février 2003 (sortie nationale)

## Distribution
- Carol Abboud : Soraya
- Abla Khoury : Leila
- Walid Sadek : Nadim
- Rabih Mroue : Tarek
- Carlos Chahine : Haidar

## Distinction

### Sélection
- Festival de Cannes 2002 : sélection en section Un certain regard